# Stronghold (Computerspiel, 1993)
Stronghold ist ein von den Stormfront Studios im Auftrag von SSI entwickeltes Aufbau-Strategiespiel in Echtzeit für den PC, FM Towns und PC-98. Es basiert auf dem Rollenspielregelwerk Dungeons & Dragons und erschien im Jahr 1993. Aufgrund des Spielprinzips wurde es auch als Fantasy-Variante von SimCity bezeichnet. Stronghold gilt als das erste Echtzeit-Strategiespiel mit dreidimensionaler Darstellung des Spielgeschehens.

## Spielprinzip
Die grundlegende Spielidee ist das Erobern, der Ausbau und die Verwaltung eines Königreiches durch den Spieler. Dazu können Truppen aus verschiedenen Charakteren der bekannten D&D-Klassen (Menschen, Zwerge, Halblinge und Elfen) rekrutiert werden. Die Kämpfe zur Eroberung und Verteidigung besiedelbaren Landes sind an das D&D-Regelwerk angelehnt.
Das Spiel beginnt mit der Errichtung einer Zentralburg. Anschließend erstellt der Spieler gemäß den AD&D-Regeln einen Hauptcharakter mit Rasse, Klasse und Gesinnung. In den beherrschten Gebieten muss der Spieler nun eine wirtschaftliche Infrastruktur zur Unterstützung weiterer Eroberungen aufbauen und Truppen ausheben. Dafür stehen ihm zusätzlich vier sogenannte Vasallencharaktere zur Verfügung, die wie der Hauptcharakter vom Spieler erschaffen werden. Jeder Charaktertyp einschließlich des Hauptcharakters besitzt dabei bestimmte Vor- und Nachteile für die Bewirtschaftung des Landes. Diese können gezielt in bestimmten Gebieten des Herrschaftsbereich eingesetzt werden, um die Produktion zu steigern. 
Das Spielgeschehen wird im Hauptansichtsfenster dreidimensional illustriert, während die Einheitenverwaltung und die Organisation der Infrastruktur meist in handgezeichneten 2D-Menüs und -Oberflächen vonstattengeht. Die Erzeugung der Spiellandschaften erfolgt zufallsbasiert, daneben stehen fünf vorgenerierte Karten zur Verfügung.
Die Siegbedingung für das Spiel ist abhängig von der zu Beginn gewählten Gesinnung des Charakters. Rechtschaffene Charaktere müssen durch sorgfältig geplantes Wirtschaften neun Rangstufen bis zur Ernennung zum Kaiser erklimmen. Chaotische Charaktere müssen dagegen alle vom Computer gesteuerten Konkurrenten ausschalten. Neutrale Charaktere müssen beide Ziele erreichen.

## Entwicklung
Stronghold ist das erste Echtzeit-Strategiespiel, in dem das Spielgeschehen in 3D präsentiert wurde. Allerdings verwendete das Spiel hierfür zweidimensionale Bitplane-Grafiken, die erst durch Skalierung, die Anordnung in Ebenen und geschickte Perspektivwahl den Eindruck von Räumlichkeit vermittelten. Die Idee für die Perspektivwirkung des Blickwinkels kam Entwickler Don Daglow nach eigenen Angaben nach dem Besuch einer Aufführung des Musicals Les Misérables.

## Rezeption
Stronghold wurde von diversen Spielzeitschriften mit sehr guten Noten bewertet. Im Testbericht der Ausgabe 10/93 des Spielemagazins PC Joker bescheinigte Tester Michael Schnelle dem Spiel eine gelungene Präsentation mit solider Maussteuerung, dessen im positiven Sinne an Sim City erinnerndes Spielprinzip für langanhaltende Motivation sorge. In seinem Test für das US-amerikanische Spielemagazin Computer Gaming World resümierte Tester H. E. Dille, dass Stronghold Spielern von SSIs anderen AD&D-Titel (Gold-Box-Serie, Eye of the Beholder) eine neue Perspektive biete und hochempfehlenswert sei.
Wertungsspiegel:
- PC Games (10/93): 83 %
- PC Joker (10/93): 87 %
- PC Player (10/93): 69 %[7]
- Power Play (10/93): 85 %

In einer Retrospektive bezeichnete GameSpy-Autor Allen Rausch das Spiel als „unglaublich erfreuliche Überraschung für die wenigen Spieler, die das Spiel tatsächlich kauften“, auch wenn es sich wegen des manchmal schwer zu handhabenden Gameplays um eine „erarbeitete Zuneigung“ handle. In einer Retrospektive für GameSpot bezeichneten die Autoren Andrew Park und Elliott Chin das Spiel als „respektables Strategiespiel mit genügend Spieltiefe, um den Spieler durchgängig zu unterhalten“.